# Everything's Gone Green
Everything's Gone Green è un singolo del gruppo musicale britannico New Order pubblicato dalla Factory Records nel dicembre 1981. Toccò la terza posizione della Official Independent Chart,, la ventinovesima della classifica neozelandese RIANZ e la sessantaquattresima della U.S. Billboard Hot Dance Club Play.
Come per tutte le pubblicazioni dei New Order e dei Joy Division, sul vinile originale non vengono forniti né la data di registrazione della canzone né su quale lato del disco essa si trovi. Venne originariamente pubblicata in Belgio dalla Factory Benelux con il codice "FBN-8" e poi, nel 1982, in Nuova Zelanda.
La copertina è stata disegnata da Peter Saville con la computer grafica, basandosi su un progetto di Stephen Morris e Gillian Gilbert.

## Registrazione e musica
Everything's Gone Green è nota per essere la prima composizione dei New Order ad avere suoni ed effetti generati dal computer. Precedentemente pubblicata in una versione accorciata sul lato B del singolo Procession nel settembre dello stesso anno, fu prodotta da Martin Hannett e fu l'ultimo suo lavoro che fece con il gruppo. Hannett infatti aveva collaborato nella produzione anche per l'album d'esordio Movement e per i due LP dei Joy Division. Purtroppo la collaborazione con la band fu costellata da numerose complicazioni, causate principalmente dalle tecniche non ortodosse applicate del produttore e dal desiderio dei membri del complesso (soprattutto Sumner) di co-produrre le proprie composizioni. Bernard Sumner osservò più tardi: «l'ultimo brano di Martin fu Everything's Gone Green - infatti uscì a metà strada attraverso il mix perché Hooky e lui mi avevano chiesto di amplificare la batteria».
Due canzoni originali, Cries and Whispers e Mesh furono incluse come B-side ma i loro titoli furono omessi in tutte le pubblicazioni. Si può risalire a questi solo tramite l'etichetta nella costola, ma l'ordine di elencazione è errato. Ciò creò dunque confusione per le successive pubblicazioni: per esempio, la traccia identificata come Mesh nella versione CD dell'antologia Substance è attualmente Cries and Whispers.

## Disponibilità
Everything's Gone Green e "Mesh" furono pubblicate nell'EP 1981 – 1982 insieme alle tracce provenienti dal vinile a dodici pollici di Temptation. Successivamente furono rilasciate nel 1987 nell'edizione in musicassetta di Substance, in un CD nel 1990 e nella Collector's Edition del 2008 in versione rimasterizzata dell'album Movement del 1981.
Il singolo non apparve in molte raccolte dei New Order; a parte in Substance, esso fu incluso (in una versione remix fatta dal DJ Dave Clarke) in The Rest of New Order del 1995, in entrambe le versioni più una registrata dal vivo in Retro e in versione 7" in Singles del 2005.

## Tracce
Testi e musiche di Gillian Gilbert, Peter Hook, Stephen Morris e Bernard Sumner.

### 12": Factory Benelux FBN 8 (Benelux)
1. Everything's Gone Green - 5:33
2. Cries and Whispers - 3:25
3. Mesh - 3:00

## Classifiche
| Classifica (1981)                 | Posizione massima |
| --------------------------------- | ----------------- |
| Nuova Zelanda                     | 29                |
| Regno Unito (independent)         | 3                 |
| Stati Uniti (hot dance club play) | 64                |